# Julio Moncada
Julio Javier Moncada Bográn (Puerto Cortés, Cortés, Honduras, 5 de octubre de 1994) es un futbolista hondureño. Juega como mediocampista y su actual club es el Platense de la Liga Nacional de Honduras.

## Clubes
| Club          | País           | Año             | Partidos | Goles |
| ------------- | -------------- | --------------- | -------- | ----- |
| Rayo OKC U-23 | Estados Unidos | 2017 - 2019     | 13       | 11    |
| Platense      | Honduras       | 2019 - Presente | 19       | 1     |

## Estadísticas
| Club                | Temporada           | Liga  | Liga  | Copa Nacional | Copa Nacional | Copa Internacional | Copa Internacional | Total | Total |
| Club                | Temporada           | Part. | Goles | Part.         | Goles         | Part.              | Goles              | Part. | Goles |
| ------------------- | ------------------- | ----- | ----- | ------------- | ------------- | ------------------ | ------------------ | ----- | ----- |
| Platense Honduras   | 2019-20             | 13    | 1     | -             | -             | -                  | -                  | 13    | 1     |
| Platense Honduras   | 2020-21             | 6     | 0     | -             | -             | -                  | -                  | 6     | 0     |
| Platense Honduras   | Total               | 19    | 1     | 0             | 0             | 0                  | 0                  | 19    | 1     |
| Total en su carrera | Total en su carrera | 19    | 1     | 0             | 0             | 0                  | 0                  | 19    | 1     |